# Polen i olympiska vinterspelen 2018

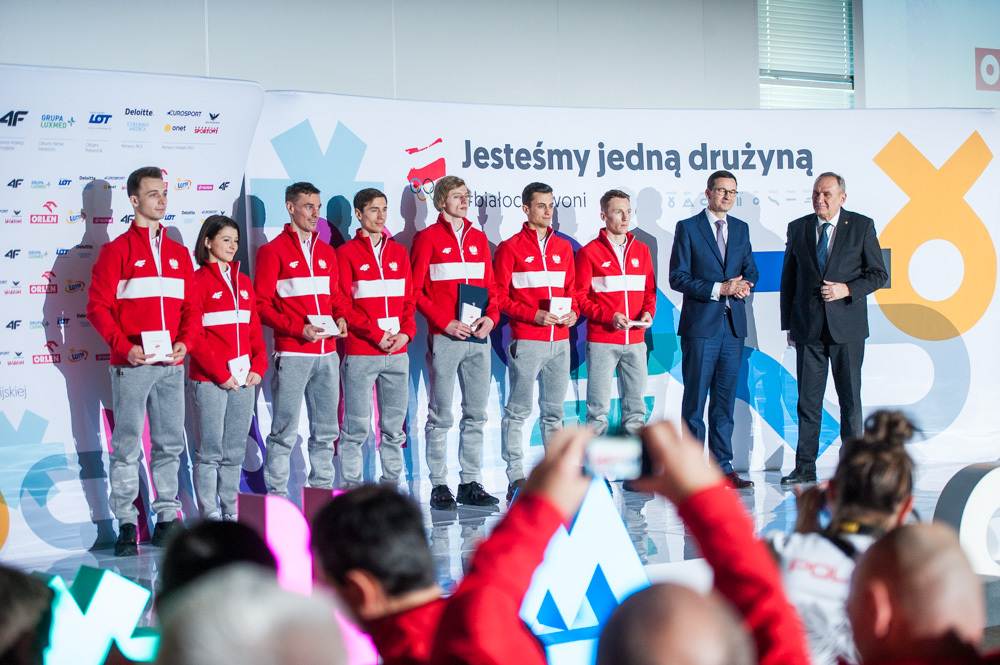
Delar av den polska truppen den 5 februari 2018.

Polen deltog i de olympiska vinterspelen 2018 i Pyeongchang, Sydkorea, med en trupp på 61 deltagare (35 män och 26 kvinnor) fördelade på tolv sporter.
Vid invigningsceremonin bars Polens flagga av skridskoåkaren Zbigniew Bródka.

## Medaljörer
| Medalj | Namn                                             | Sport        | Gren       | Datum            |
| ------ | ------------------------------------------------ | ------------ | ---------- | ---------------- |
| Guld   | Kamil Stoch                                      | Backhoppning | Stor backe | 17 februari 2018 |
| Brons  | Maciej Kot Stefan Hula Dawid Kubacki Kamil Stoch | Backhoppning | Lagtävling | 19 februari 2018 |